# عشق من عشق توست
«عشق من عشق توست» (به انگلیسی: My Love Is Your Love) آلبومی از ویتنی هیوستون است که در سال ۱۹۹۸ میلادی منتشر شد.